# Moselsürsch
Moselsürsch ist ein Ortsteil und der einzige Ortsbezirk der Ortsgemeinde Lehmen im Landkreis Mayen-Koblenz in Rheinland-Pfalz.

## Geographie
Der Ortsteil Moselsürsch liegt etwa vier Kilometer südwestlich des Ortsteils Lehmen auf den Moselhöhen zum Maifeld hin.
Zu Moselsürsch gehört der an der Mosel liegende Wohnplatz Schieferbergwerk.
Nachbarorte von Moselsürsch sind der Ortsteil Lehmen in Nordosten sowie die Ortsgemeinde Oberfell im Osten (auf der anderen Seite der Mosel), der Ortsteil Kattenes der Ortsgemeinde Löf im Südosten, der Stadtteil Mörz der Stadt Münstermaifeld im Südwesten, die Ortsgemeinde Kalt im Nordwesten und der Ortsteil Dreckenach der Ortsgemeinde Kobern-Gondorf im Norden.

## Geschichte
Die erste urkundliche Erwähnung von Moselsürsch fällt in das Jahr 964. Im Mittelalter und zu Beginn der Neuzeit gehörte der Ort zu Kurtrier, und verschiedene Klöster hatten im Ort Besitztümer. Die katholische Pfarrkirche St. Ägidius wurde in den Jahren 1772 bis 1774 noch ohne den heutigen Turm (dieser stammt aus dem Jahr 1958) als barocker Saalbau errichtet.
Ende des 18. Jahrhunderts beendete die Inbesitznahme des Linken Rheinufers durch französische Revolutionstruppen die alte Ordnung. Die meisten Kirchengüter wurden nachfolgend versteigert. Der Ort wurde bis 1814 Teil der Französischen Republik (bis 1804) und anschließend des Französischen Kaiserreichs und war dem Arrondissement Koblenz des Rhein-Mosel-Departements zugeordnet. Nach der Niederlage Napoleons kam Moselsürsch aufgrund der 1815 auf dem Wiener Kongress getroffenen Vereinbarungen zum Königreich Preußen und wurde 1822 Teil der neu gebildeten preußischen Rheinprovinz.
Als Folge des Ersten Weltkriegs war die gesamte Region dem französischen Abschnitt der Alliierten Rheinlandbesetzung zugeordnet. Nach dem Zweiten Weltkrieg wurde Moselsürsch innerhalb der französischen Besatzungszone Teil des damals neu gebildeten Landes Rheinland-Pfalz.
Am 30. September 1976 wurden die Gemeinden Moselsürsch (208 Einwohner) und Lehmen (850 Einwohner) aufgelöst und die heutige Gemeinde Lehmen aus ihnen neu gebildet.

## Politik
Die Ortsgemeinde Lehmen hat mit Moselsürsch einen Ortsbezirk gebildet. Auf die Wahl eines Ortsbeirats wird laut Festlegung in der Hauptsatzung verzichtet.
Axel Rausch wurde am 3. Juli 2024 Ortsvorsteher von Moselsürsch. Bei den Direktwahl am 9. Juni 2024 war er als einziger Bewerber mit einem Stimmenanteil von 79,6 % für fünf Jahre gewählt worden.
Rausch Vorgänger als Ortsvorsteher war Michael Blechschmidt. Zuletzt bei den Direktwahl am 26. Mai 2019 war er mit 85,16 % in seinem Amt bestätigt worden.

## Kultur und Sehenswürdigkeiten

### Bauwerke
In der Denkmalliste des Landes Rheinland-Pfalz (Stand: 2025) werden folgende Kulturdenkmäler genannt:
- Die Moselsürscher Kapelle, ein barocker Saalbau, wurde 1774 erbaut und ist dem heiligen Ägidius geweiht. Der Turm wurde im Rahmen einer Erweiterung in den Jahren 1957 bis 1958 erbaut.
- Zwei weitere Kapellen in der Gemarkung
- Eine Hofreite von Anfang des 19. Jahrhunderts
- Mehrere Wegkreuze und Bildstöcke im Ort und in der Gemarkung
- Zwei Wegweisersteine in Form kleiner Obelisken aus der Mitte des 19. Jahrhunderts an der L 82

Siehe auch: Liste der Kulturdenkmäler in Lehmen

### Naturschutzgebiet
Das Naturschutzgebiet Ausoniusstein befindet sich auf der Gemarkung von Moselsürsch. In diesem Gebiet kommt u. a. der selten gewordene Apollofalter vor.

## Wirtschaft und Infrastruktur

### Wirtschaft
Im früher stark landwirtschaftlich geprägten Moselsürsch gibt es inzwischen infolge des Strukturwandels nur noch fünf Vollerwerbs-Landwirte.
Die einzige Weinlage des Ortes, der Moselsürscher Fahrberg, wird nur zu einem kleinen Teil bewirtschaftet.

### Verkehr
Moselsürsch liegt an der Kreisstraße 42, die eine Anbindung an die Landesstraße 82 gewährleistet.